# Wydłużak borowy
Wydłużak borowy, wydłużak trójbarwny (Xantholinus tricolor) – gatunek chrząszcza z rodziny kusakowatych i podrodziny kusaków. Zamieszkuje palearktyczną Eurazję.

## Taksonomia
Gatunek opisany został po raz pierwszy w 1787 roku przez Johana Christiana Fabriciusa pod nazwą Staphylinus tricolor. Jako miejsce typowe wskazano Danię. W rodzaju wydłużak umieszczony został w 1838 roku przez Johana Wilhelma Zetterstedta.

## Morfologia

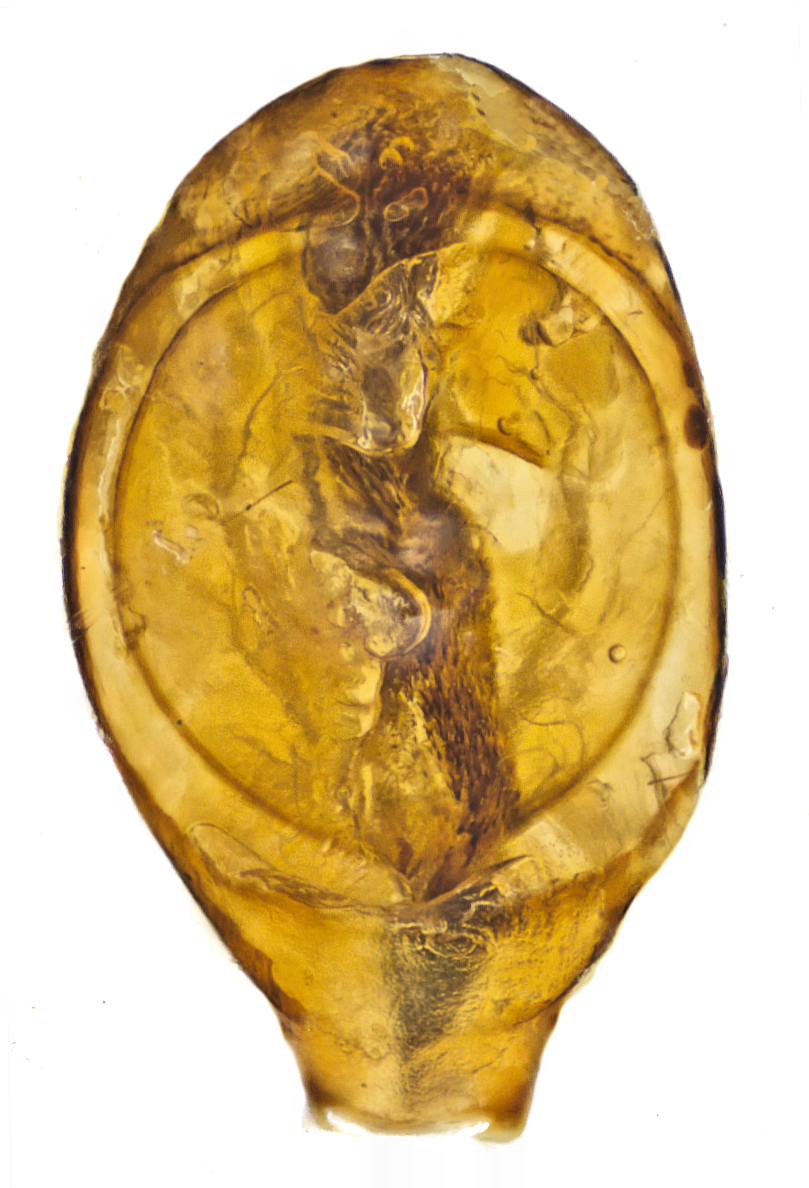
Edeagus

Chrząszcz o wąskim, silnie wydłużonym ciele długości od 7,5 do 11,5 mm. Głowa jest czarna z czerwonobrunatnymi czułkami i głaszczkami, o delikatnie, poprzecznie mikrorzeźbionych, trzykrotnie dłuższych od oczu skroniach oraz podobnie mikrorzeźbionej potylicy. Przedplecze na przedzie jest koralowoczerwone, w tyle zaś czarne. Na jego powierzchni występują grzbietowe szeregi od 10 do 14 punktów, brak zaś mikrorzeźbienia. Pokrywy są żółto- lub rudobrunatne. Skrzydła tylnej pary są w pełni wykształcone. Odwłok jest czarny z czerwonymi tergitem czwartym i brzegiem tylnym piątego. Cztery pierwsze tergity nie mają poprzecznych wgnieceń u nasady. Genitalia samca mają endofallus z drobnymi kolcami ziarenkowatymi w części nasadowej i większymi kolcami w części wierzchołkowej.

## Ekologia i występowanie
Owad rozmieszczony od nizin po regiel górny, w Alpach do wysokości 2700 m n.p.m. Zasiedla lasy. Szczególnie częsty jest w borach iglastych, rzadszy zaś w lasach mieszanych. Bytuje w ściółce, wśród mchów, pod kamieniami i butwiejącymi kłodami, w pniakach i pod korą.
Gatunek palearktyczny, w Europie znany z Wielkiej Brytanii, Francji, Belgii, Luksemburga, Holandii, Niemiec, Szwajcarii, Austrii, Włoch, Danii, Szwecji, Norwegii, Finlandii, Estonii, Łotwy, Litwy, Polski, Czech, Słowacji, Węgier, Białorusi, Ukrainy, Rumunii, Bułgarii, Słowenii, Bośni i Hercegowiny, Serbii, Czarnogóry i europejskiej części Rosji, a w Azji z Syberii, Gruzji i Tadżykistanu. 